# Ли Гван Вон Августин
 Ли Гван Вон Августин  или  Августин Ли  (кор.  이광원 아우구스티노, 1787 г., Кванджу, Корея — 24.05.1839 г., Сеул, Корея) — святой Римско-Католической Церкви, мученик.

## Биография
Ли Гван Вон Августин родился в 1787 году в городе Кванджу в католической семье аристократического происхождения. Ли Гван Вон Августин предоставлял свой дом для подпольных католических богослужений. Во время преследований христиан в Корее Ли Гван Вон Августин был арестован вместе с женой, дочерью и двумя сыновьями. После жестоких пыток Ли Гван Вон Августин был казнен в Сеуле 24 мая 1839 года вместе с группой из восьми католиков.
Ли Гван Вон Августин был беатифицирован 5 июля 1925 года Римским Папой Пием XI и канонизирован 6 мая 1984 года Римским Папой Иоанном Павлом II вместе с группой 103 корейских мучеников.
День памяти в Католической Церкви — 20 сентября.

## Источник
- Catholic Bishops’ Conference of Korea Newsletter No. 32 (Fall 2000)  (англ.)